# South Ashburnham
South Ashburnham es un lugar designado por el censo ubicado en el condado de Worcester en el estado estadounidense de Massachusetts. En el Censo de 2010 tenía una población de 1.062 habitantes y una densidad poblacional de 136,82 personas por km².

## Geografía
South Ashburnham se encuentra ubicado en las coordenadas 42°37′16″N 71°56′36″O / 42.62111, -71.94333. Según la Oficina del Censo de los Estados Unidos, South Ashburnham tiene una superficie total de 7.76 km², de la cual 7.73 km² corresponden a tierra firme y (0.37%) 0.03 km² es agua.

## Demografía
Según el censo de 2010, había 1.062 personas residiendo en South Ashburnham. La densidad de población era de 136,82 hab./km². De los 1.062 habitantes, South Ashburnham estaba compuesto por el 95.2% blancos, el 1.13% eran afroamericanos, el 0% eran amerindios, el 1.88% eran asiáticos, el 0% eran isleños del Pacífico, el 0.66% eran de otras razas y el 1.13% pertenecían a dos o más razas. Del total de la población el 1.98% eran hispanos o latinos de cualquier raza.